# Xysticus albomaculatus
Xysticus albomaculatus là một loài nhện trong họ Thomisidae.
Loài này thuộc chi Xysticus. Xysticus albomaculatus được Wladislaus Kulczynski miêu tả năm 1891.